# Larcum Kendall
Larcum Kendall (Charlbury, Oxfordshire, 21 de septiembre de 1719 – Londres, 22 de noviembre de 1790) fue un relojero británico. Diseñó y construyó la serie de cronómetros marinos K1, K2 y K3, utilizados en numerosas expediciones marítimas desarrolladas por Inglaterra en el último cuarto del siglo XVIII.

## Biografía

### Primeros años

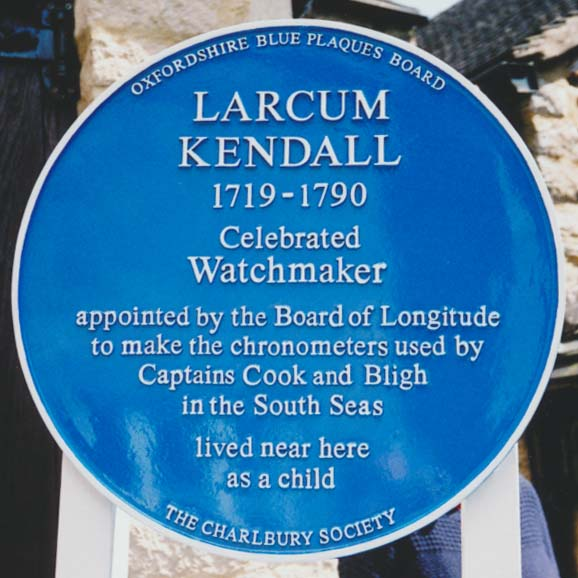
Una placa azul a Larcum Kendall, ubicada en Oxfordshire

Kendall nació el 21 de septiembre de 1719 en Charlbury, un pueblo del condado de Oxfordshire, Gran Bretaña, en el seno de una familia cuáquera. Su padre, un mercero y comerciante de telas llamado Moses Kendall, y su madre, Ann Larcum, quien provenía de Chepping Wycombe, una parroquia civil de Buckinghamshire, se casaron el 18 de junio de 1718. Se cree que la cabaña donde vivían está en el sitio de la oficina de correos de Charlbury, en Market Street. Tenía un hermano, Moses.
En 1735, Kendall fue aprendiz del relojero londinense John Jeffreys. En ese tiempo, vivió con sus padres en la Iglesia de San Clemente, Westminster, Londres. Jeffreys creó un reloj de bolsillo para John Harrison, quien luego usó ideas a partir de relojes de bolsillo para la confección de su cronómetro H-4.
Kendall estableció su propio negocio en 1742, trabajando junto a Thomas Mudge, haciendo relojes para el relojero George Graham. En 1765 fue uno de los seis expertos seleccionados por la Junta de Longitud para presenciar el funcionamiento del H-4 de John Harrison. Posteriormente, fue elegido para hacer una copia del mismo.

### K1

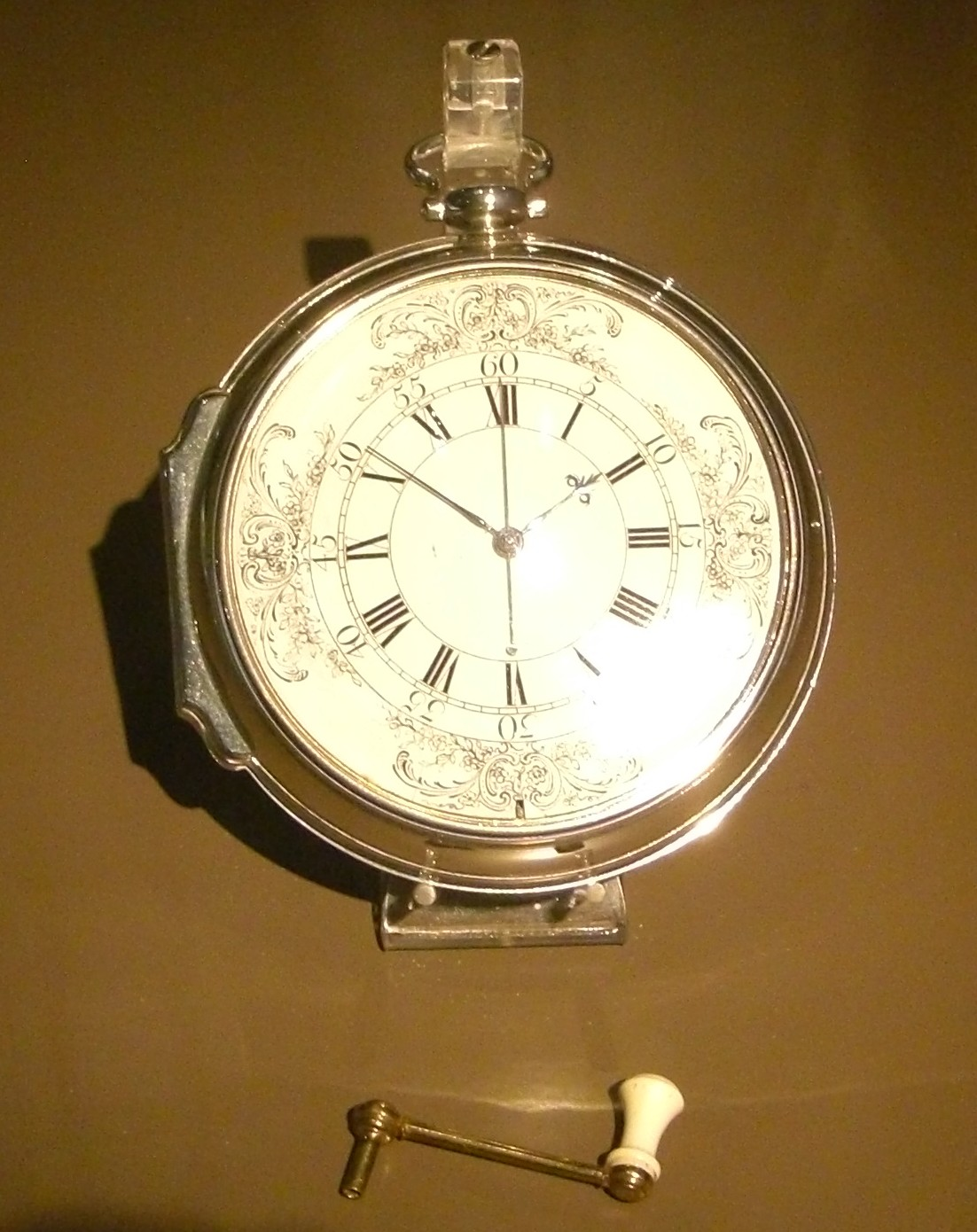
El cronómetro H-4 de Harrison. A Kendall le encargaron el trabajo de hacer una copia de este mismo cronómetro, siendo el resultado el cronómetro K1

El primer modelo terminado por Kendall fue una copia precisa del H-4 de John Harrison, costó 450 libras esterlinas y hoy en día se conoce como K1. Fue grabado en 1769 y presentado a la Junta de Longitud el 13 de enero de 1770, momento en el que recibió una bonificación de 50 libras. El H-4 original, el primer cronómetro marino exitoso, tenía un precio astronómico de 400 libras en 1750, que era aproximadamente el 30% del valor de un barco.[cita requerida]
El capitán James Cook probó el reloj en su segundo viaje por el Pacífico Sur a bordo del HMS Resolution, entre 1772 y 1775, y lo llenó de elogios tras el escepticismo inicial. «El reloj de Kendall ha superado las expectativas de su más entusiasta defensor», informó Cook en 1775 al almirantazgo. Cook también lo describió en su bitácora como «nuestro fiel amigo el Reloj» y «nuestro incansable guía el Reloj». Por lo tanto, fue K1 lo que demostró a un establishment científico escéptico que el éxito del H-4 no fue una casualidad. Otros tres relojes, construidos por el relojero John Arnold, no habían resistido las cargas del mismo viaje. Aunque construido como un reloj, el cronómetro tenía un diámetro de 13 cm y pesaba 1,45 kg.
Cook volvió a utilizar el K1 para su tercer viaje a bordo del HMS Resolution, entre 1776 y 1780. En abril de 1779, frente a Kamchatka, el K1 se detuvo. Un marinero con experiencia en relojería lo limpió y lo puso en marcha de nuevo, pero en junio el resorte regulador se rompió y no se pudo reparar. Tras su llegada a Gran Bretaña en septiembre de 1780, fue devuelto a Kendall para su reparación. K1 salió nuevamente de Inglaterra en mayo de 1787 junto a la Primera Flota, viajando hacia Nueva Gales del Sur a bordo del HMS Sirius. K1 fue transferido al HMS Supply en el Océano Índico y arribó a Bahía Botany el 18 de enero de 1788. Después de algunos meses en tierra en manos del astrónomo William Dawes, K1 fue devuelto al HMS Sirius, que viajó a Ciudad del Cabo para recolectar suministros para la colonia australiana. Después del naufragio del Sirius en la Isla Norfolk en marzo de 1790, K1 se embarcó a bordo de HMS Supply, que iba a Batavia para recolectar más suministros, y finalmente llevó a K1 de regreso a Inglaterra a través del Cabo de Hornos, arribando a Plymouth en abril de 1792.
El K1 se hizo a la mar con el almirante John Jervis en 1793. Lo llevó a las Indias Occidentales y al Mediterráneo, y estuvo a bordo del HMS Victory durante la Batalla del Cabo de San Vicente. Finalmente fue «jubilado» y enviado a Greenwich en 1802. John Gilbert, piloto del Resolution en el segundo viaje de Cook, describió a K1 como «el mecanismo más grande que el mundo haya visto jamás».
El K1 se conserva actualmente en el Real Observatorio de Greenwich, parte de la colección del Museo Marítimo Nacional del Reino Unido. En 1988, K1 fue a Sídney para el Bicentenario de Australia, y pasó algunos meses en el Powerhouse Museum de Sídney. En 2007, K1 viajó a los Estados Unidos para la exposición "Maps" en Chicago.

### K2
En 1770 se le pidió a Kendall que instruyera a otros trabajadores sobre cómo fabricar piezas para réplicas adicionales de H-4. Sin embargo, se negó, afirmando que las nuevas réplicas «todavía llegarían a un precio tan alto, como para ponerlo lejos del alcance de compra para su uso general». Aseguró a la Junta de Longitud que podría modificar el diseño de Harrison para construir un reloj similar pero más simple a cambio de alrededor de 200 libras, la mitad del precio del K1. Recibió el pedido y K2 se fabricó en 1771 (la fecha inscrita en el reloj), y se completó en 1772. Se entregó en 1773 a Constantine Phipps para su expedición hacia el Polo Norte, y después se asignó a América del Norte. Funcionó menos exactamente que el original. William Bligh, en su bitácora de 1787 del HMS Bounty, registró una inexactitud diaria de entre 1,1 y 3 segundos y que había variado irregularmente.
El cronómetro alcanzó la fama por el motín del HMS Bounty, ocurrido en Pitcairn, en 1789. El cronometrador del barco fue capturado por los amotinados tras la pérdida del Bounty, por lo que Bligh se disculpó posteriormente con Sir Harry Parker. El capitán estadounidense Mayhew Folger redescubrió la isla Pitcairn en 1808, encontrando al único amotinado sobreviviente que quedaba allí, John Adams, quien le dio el K2 a cambio de un pequeño pañuelo de seda.
De camino a Valparaíso, Folger y su barco pasan por la Isla Juan Fernández, donde el gobernador español de la época confisca el cronómetro y mantiene a Folguer y su equipo en prisión hasta el cambio de gobernador ocurrido unos meses después, cuando es liberado. Posteriormente, el cronómetro fue comprado por 3 doblones por un arriero de apellido Castillo en Concepción, quien lo conserva hasta su muerte en 1840. Luego, K2 pasa al viajero Alexander Caldcleugh, quien en Valparaíso lo vende al capitán Thomas Herbert, del HMS Calliope, por 50 guineas (aproximadamente 52 libras). El capitán Herbert pide a John Mouat, un escocés residente en Chile y conocido como el «relojero de Valparaíso», que lo examine, reparándolo con tal precisión que el cronómetro después marcha «como si recién hubiese sido fabricado». Finalmente, Herbert zarpa de Valparaíso el 1 de julio de 1840.
El K2 pasó a manos del Royal United Services Institution a través del capitán Newman del HMS Sparrowhawk. Permaneció allí hasta 1963, cuando pasó al Museo Marítimo Nacional en Greenwich, donde actualmente se exhibe. K2 fue a Sídney para formar parte de la exposición "Bligh and Mutiny on the Bounty" en la Mitchell Library, en 1991.

### K3
Kendall simplificó aún más su diseño, y su tercer y último reloj, K3, costó 100 libras en 1774, pero no tenía la precisión requerida. James Cook usó K3 en su tercer y último viaje a bordo del HMS Discovery, entre 1776 y 1779.  También fue utilizado nuevamente por George Vancouver (a bordo del HMS Discovery, otro distinto al de Cook) entre 1791 y 1795, tiempo durante el cual trazó la costa suroeste de Australia e hizo estudios detallados de la costa de América del Norte.
Durante el viaje de Matthew Flinders a Australia en 1801, el astrónomo John Crossley se enfermó y dejó el HMS Investigator en Ciudad del Cabo. K3 fue entregado al astrónomo James Inman a finales de 1802 para que lo llevara a Australia y se lo diese a Flinders. De todos modos, Flinders utilizó principalmente sus dos nuevos cronómetros Earnshaw, N° 520 y N° 46. Sus otros cronómetros, los más antiguos Arnold N° 82 y N° 176, se detuvieron al principio del viaje. K3 sólo fue utilizado por Flinders para trazar Wreck Reef, un arrecife en la parte sur de las Islas del Mar del Coral. Finalmente, Inman lo llevó de regreso a Inglaterra.
Actualmente K3 también se conserva en el Real Observatorio de Greenwich. En 1978, K3 fue llevado a Canadá para ser parte de "Discovery 1778", una exposición en el Museo de Vancouver. En 1988, K3 fue a Australia para la Brisbane's Expo y una exposición en la Mitchell Library, en Sídney.
Para agosto de 1788, los tres cronómetros de Kendall habían estado en Australia, uno de ellos dos veces.

### Últimos años
Durante el resto de su vida, Larcum Kendall continuó fabricando relojes de bolsillo de la mejor calidad para el comercio minorista más importante. Kendall era un artesano de primera clase, pero no un diseñador técnico. Después del K3, Kendall construyó cronómetros con el diseño de John Arnold.
Su hogar era el Furnival's Inn Court, ubicado en Holborn, Londres, donde murió el 22 de noviembre de 1790, a la edad de 71 años. Fue enterrado el 28 de noviembre en el cementerio cuáquero de Kingston upon Thames. Su hermano, Moses, hizo subastar por Christie's sus objetos personales y el contenido de su taller de trabajo.
Una placa azul sobre Kendall fue desvelada el 3 de mayo de 2014 en el jardín del Museo de Charlbury, y erigida en la pared de la oficina de correos, cerca de la casa de su infancia (ya que la casa misma ya no está en pie).